# جورجوس ساماراس
جيورجيوس ساماراس (باليونانية: Γιώργος Σαμαράς)، من مواليد 21 فبراير 1985 في هيراكليون في اليونان، لاعب كرة قدم يوناني، لاعب سابق في نادي الهلال السعودي .
بدأ مسيرته الكروية مع هيرينفين الهولندي في عام 2002، ولعب معهم حتى عام 2006 ، ثم لعب مع نادي مانشستر سيتي الإنجليزي. و قد بدأ باللعب مع منتخب اليونان لكرة القدم في عام 2006.
كما لعب في نادي سيلتيك الإسكتلندي، وقد تألق مع النادي محليا وأوروبيا، فقد سجل في موسم 2012/2013 عدة هداف في دوري أبطال أوروبا، وكان له دور في ربح برشلونة ب صيلتك بارك ب 2/1 ، وتأهل للدور القادم.
ساماراس أحرز جائزة أفضل لاعب في سيلتيك في نفس الموسم، ويبقى لاعبا أساسيا في المنتخب اليوناني الذي ساهم في تأهله إلى نهائيات كأس العالم بالبرازيل 2014 .

## مسيرته الكروية
لعب جورجوس ساماراس خلال مسيرته الاحترافية مع 8 أندية في تسعة عشر موسمًا وسجل خلالها 90 هدف ضمن 380 مباراة. حيث فاز في موسمين بالكأس وفي أربعة مواسم بالدوري.
خاض جورجوس ساماراس مسيرته مع نادي هيرنفين في موسم 2002–03 ليلعب معه أربعة مواسم، مشاركًا في 88 مباراة سجل خلالها 25 هدفًا. ثم انتقل إلى نادي مانشستر سيتي في موسم 2005–06 واستمر معه طيلة ثلاثة مواسم، حيث شارك في 55 مباراة سجل خلالها 8 أهداف. لينتقل بعدها إلى نادي سلتيك في موسم 2007–08 ليلعب معه سبعة مواسم، مشاركًا في 172 مباراة سجل خلالها 53 هدفًا. ثم انتقل إلى نادي الهلال في موسم 2014–15 لمدة موسم واحد، مشاركًا في 5 مباريات ولم يسجل أي هدف. هذا وانتقل لاحقًا إلى Rayo OKC ‏ ما بين عامي 2016 و2017 لمدة موسم واحد، مشاركًا في 23 مباراة سجل خلالها هدفين. ثم انتقل بعدها إلى نادي ريال سرقسطة في موسم 2016–17 لمدة موسم واحد، مشاركًا في 7 مباريات ولم يسجل أي هدف. ليعود وينتقل من جديد، لكن هذه المرة إلى نادي سامسون سبور في موسم 2017–18 لمدة موسم واحد، مشاركًا في 25 مباراة سجل خلالها هدفين.

## روابط خارجية
- جورجوس ساماراس على موقع الاتحاد الدولي (مؤرشف)  (الإنجليزية)
- جورجوس ساماراس على موقع الاتحاد الأوربي (الإنجليزية)
- جورجوس ساماراس على موقع قاعدة بيانات كرة القدم.إي يو (الإنجليزية)
- جورجوس ساماراس على موقع بيانات كرة القدم. دي إي (الألمانية)
- جورجوس ساماراس على موقع ليكيب (الفرنسية)
- جورجوس ساماراس على موقع ناشيونال فوتبول تيمز (الإنجليزية)
- جورجوس ساماراس على موقع Soccerbase.com (لاعب) (الإنجليزية)
- جورجوس ساماراس على موقع Soccerway.com (الإنجليزية)
- جورجوس ساماراس على موقع عالم كرة القدم.نت (الإنجليزية)
- جورجوس ساماراس على موقع كووورة